# イオンモール三川
イオンモール三川（イオンモールみかわ）は、山形県東田川郡三川町に所在するイオンリテール株式会社が開発、イオンモール株式会社が運営するモール型ショッピングセンター。

## 概要
2001年8月3日、三川町猪子地区の三川バイパス（国道7号）沿いに、当時としては県内最大級の商業施設面積41,200㎡を持つイオン三川ショッピングセンター（SC）として開業した。核店舗としてジャスコ三川店が出店。ジャスコ店内には全国で初めてのイオンラウンジが併設され、SCには東北初のイオンシネマも併設された。
同SCの出店がきっかけになり、2005年夏にはSC北側に地元不動産業者によって「ル・パークみかわ」が、同年秋には大和ハウスグループのデベロッパーである大和情報サービス株式会社によって「アクロスプラザ三川」がそれぞれ開業し、一帯は一大商業エリアとして発展した。
2011年3月1日、「ジャスコ三川店」はイオングループの総合スーパーをイオンに店名統一することに伴い「イオン三川店」に改称し、
同11月21日、「イオン三川ショッピングセンター」は「イオンモール三川」に改称した。
2013年11月1日、管理・運営がイオンモール株式会社に移管。
2019年6月10日、1階のモール南側入り口付近に県内のイオンモールとしては初の出店となる「イオンモール三川内郵便局」が開局している。
なお、近隣の鶴岡市にはJR鶴岡駅前にGMSのジャスコ鶴岡店が営業していた。ジャスコ鶴岡店は1971年（昭和46年）10月にオープン。さらに1985年（昭和60年）3月には駅前再開発で鶴岡末広ビルに移転したが、業績不振により当店開店から4年後の2005年（平成17年）3月20日をもって閉店し、その後建物も解体されている。

## フロアとテナント

### フロア概要
核店舗のイオン三川店、シネマコンプレックスのイオンシネマ三川と66の専門店で構成される。
| 階  | フロア概要                                   |
| --- | -------------------------------------------- |
| R階 | 屋上駐車場                                   |
| 2階 | ファッション、ファミリーとシネマのフロア     |
| 1階 | ファッション、ファミリーとレストランのフロア |

#### イオンシネマ三川
イオンシネマ三川は、イオンモール三川2階に所在するシネマコンプレックス。東北初となる郊外型ショッピングモール併設型シネマコンプレックスとして開業した影響により、酒田市や鶴岡市を中心とした庄内地方全域からの利用客が殺到した。
開業当初はイオンシネマズが運営しており、前記の通りイオンシネマズとしては東北初進出となる劇場であった。イオンシネマズとワーナー・マイカル・シネマズが合併した事に伴い、2013年7月1日よりイオンエンターテイメントが運営している。
| No. | 座席数 | 座席数 | 座席数 | 3D | 備考                       |
| No. | 通常   | 車椅子 | 合計   | 3D | 備考                       |
| --- | ------ | ------ | ------ | -- | -------------------------- |
| 1   | 347    | 2      | 349    |    | 4Kプロジェクター採用       |
| 2   | 246    | 2      | 248    | ○  | ハイフレームレート上映対応 |
| 3   | 301    | 2      | 303    | ○  | ハイフレームレート上映対応 |
| 4   | 273    | 2      | 275    |    |                            |
| 5   | 273    | 2      | 275    |    |                            |
| 6   | 114    | 2      | 116    |    |                            |
| 7   | 124    | 2      | 126    |    |                            |

### 主なテナント
1階
- ケンタッキーフライドチキン（ファストフード）
- 築地銀だこ（たこ焼）
- ドトールコーヒー（カフェ）
- マクドナルド（ファストフード）
- a.v.v.（レディス・メンズ）
- ASBee（靴）
- セリア（100円ショップ）
- ABCマート・ABCマートスポーツ（靴）
- ソユーゲームフィールド（アミューズメント）

2階
- ハニーズ（レディス）
- ヴィレッジヴァンガード（書籍・雑貨）
- ワイモバイル（携帯電話）
- モーリーファンタジー（アミューズメント）
- イオンシネマ三川（映画）

別棟テナント
- コメリパワー（ホームセンター）
- ネクサスエナジー（給油所）

※テナント情報は2025年5月時点、太字テナントはサブ核テナント。
テナント全店の一覧・詳細情報は公式サイト「ショップリスト」「フロアガイド」を、営業時間は公式サイト「営業時間のご案内」をそれぞれ参照。

## アクセス

### バス
「イオンモール三川」停留所 - 路線により乗車場所が異なる。
イオン三川店食品南口横
- 無料送迎バス - 余目線、湯野浜線、大山線、藤島・三川線

イオン三川店食品北口横
- 路線バス - 庄内交通が運行する鶴岡と酒田を結ぶ路線。

- 庄内空港リムジンバス - 庄内交通が運行する鶴岡駅と庄内空港を結ぶ路線。

### 自動車
- 日本海東北自動車道 - 庄内空港ICより6分、酒田ICより11分
- 山形自動車道 - 鶴岡ICより17分

### 鉄道
- JR羽越本線 - 西袋駅から徒歩で約92分